# Estrandia
Estrandia Blauvelt, 1936 è un genere di ragni appartenente alla famiglia Linyphiidae.

## Distribuzione
L'unica specie oggi nota di questo genere è stata rinvenuta in molte località dell'intera regione olartica.

## Tassonomia
A giugno 2012, si compone di una specie:
- Estrandia grandaeva (Keyserling, 1886)[3] — Regione olartica

### Sinonimi
- Estrandia nearctica (Banks, 1910); posta in sinonimia con E. grandaeva (Keyserling, 1886) a seguito di un lavoro di Hackman del 1954[1].
- Estrandia tridens (Schenkel, 1930); trasferita dal genere Linyphia Latreille, 1804. Posta in sinonimia con E. grandaeva (Keyserling, 1886) a seguito di un lavoro dell'aracnologo Bishop del 1949[1].